# Blair Building
El Blair Building, también conocido como Blair and Company Building, fue uno de los primeros rascacielos de la ciudad de Nueva York. Fue construido en 1902-1903. Estaba ubicado en 24 Broad Street en el Distrito Financiero de Manhattan, Nueva York, y tenía una fachada de mármol blanco. Fue construido por Andrew J. Robinson Company. El Architectural Record publicó un artículo al respecto en 1903 titulado "Un rascacielos Beaux-Arts". Fue demolido en 1955.
Fue diseñado por  el estudio de arquitectura de Carrere y Hastings y Edwin Thayer Barlow de la firma fue el arquitecto supervisor de la construcción. Henry W. Post fue el ingeniero estructural del edificio. También trabajó en el Gillender Building.
En 1928, el edificio fue comprado para formar parte del complejo de edificios de la Bolsa de Valores de Nueva York en expansión. Irving Underhill fotografió el edificio en 1932.
Estaba al lado del edificio de cable comercial contiguo construido en 1897 en 20 Broad Street.